# Acropimpla persimilis
Acropimpla persimilis är en stekelart som först beskrevs av William Harris Ashmead 1906.  Acropimpla persimilis ingår i släktet Acropimpla och familjen brokparasitsteklar. Inga underarter finns listade i Catalogue of Life.